# عین یاهاو
عین یاهاو (به لاتین: Ein Yahav) یک منطقهٔ مسکونی در اسرائیل است که در Central Arava Regional Council واقع شده‌است.